# Colonna dei Goti

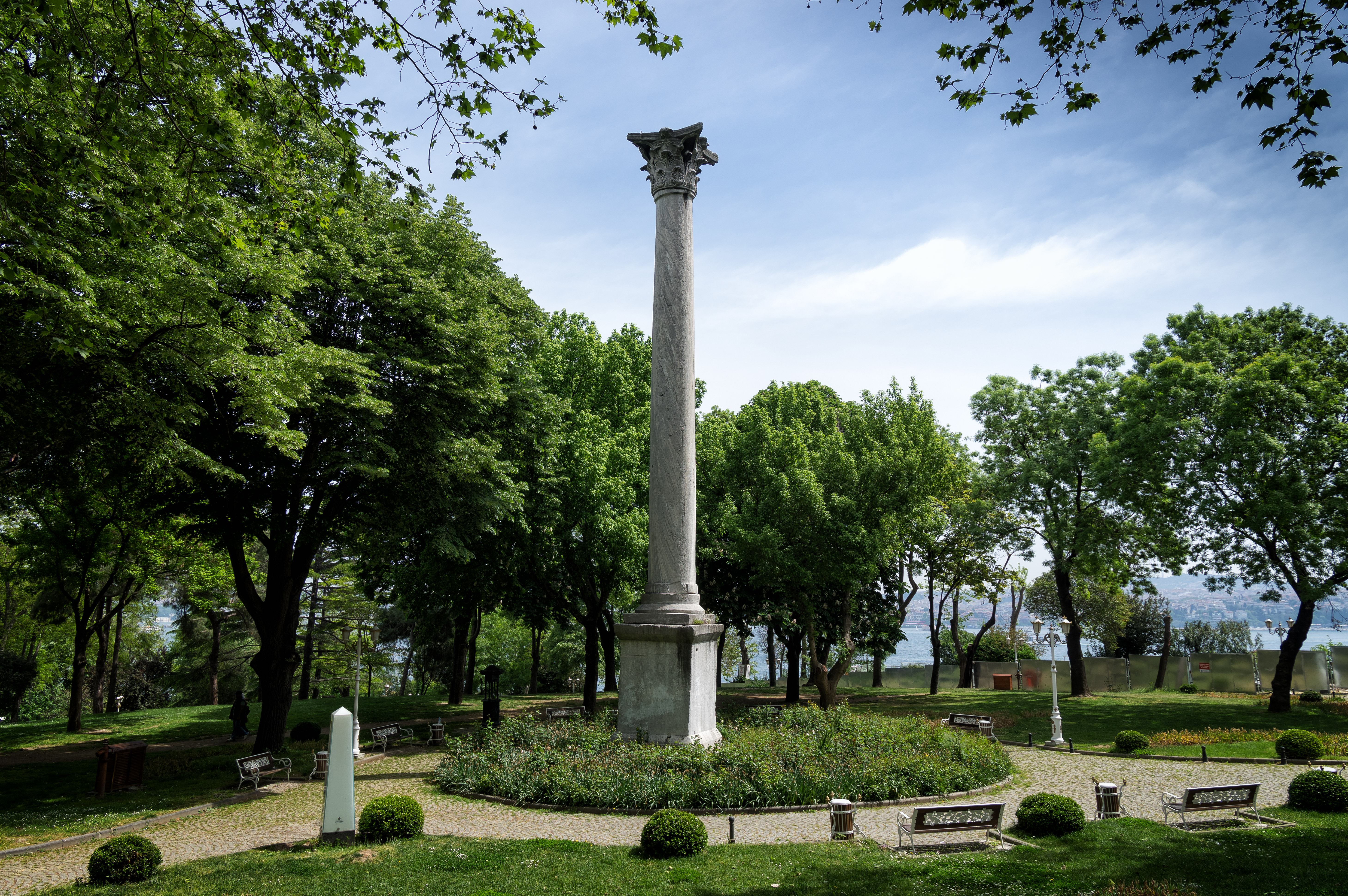
La colonna dei Goti nel parco di Gülhane

La Colonna dei Goti (in turco Gotlar Sütunu) è una colonna della vittoria romana risalente al III o IV secolo d.C., si trova nell'attuale Parco Gülhane, a Istanbul, in Turchia.

## Storia
Il nome del pilastro in marmo proconnesio, alto 18,5 metri e sormontato da un capitello corinzio, deriva da un'iscrizione latina alla sua base, che commemora una vittoria romana sui Goti invasori: FORTUNAE REDUCI OB DEVICTUS GOTHOS (Alla Fortuna, che ritorna a causa della vittoria sui Goti), che è stato dimostrato aver sostituito una precedente iscrizione latina. La datazione e la dedica originale della colonna sono incerte.
Molto probabilmente, la colonna fu eretta per onorare le vittorie di Claudio II, il Gotico (268-270) o di Costantino il Grande (306-337), entrambi noti per le loro vittorie sui Goti. Secondo lo storico bizantino Niceforo Gregorio (1295-1360 circa), la colonna era un tempo sormontata da una statua di Byzas, il semileggendario fondatore di Bisanzio. Altre fonti parlano di una statua della dea Tyche, oggi perduta.
In ogni caso, rappresenta il più antico monumento di epoca romana ancora presente in città, forse risalente alla storia della città come Bisanzio e precedente alla sua rifondazione come Costantinopoli.